# Бескрайнее небо
«Бескрайнее небо» (англ. Big Sky) — американский процедурный драматический телесериал, созданный Дэвидом Э. Келли и основанный на книге Си Джей Бокса «The Highway», выпущенной в 2013 году. Премьера первого сезона состоялась 17 ноября 2020 года на телеканале ABC.
В мае 2021 года сериал был продлён на второй сезон, премьера которого состоялась 30 сентября 2021 года. В мае 2022 года телесериал был продлён на третий сезон, премьера которого состоялась 21 сентября 2022 года. 12 мая 2023 года телесериал был закрыт после трёх сезонов.

## Сюжет
В центре сюжета — частный детектив Кэсси Дьюэлл и бывший полицейский Дженни Хойт, разыскивающие двух сестёр, похищенных на безлюдном шоссе в Монтане. В ходе расследования герои узнают, что это не единственное похищение. Им надо как можно скорее отыскать серийного убийцу, чтобы прекратить череду смертей.

## В ролях
Основной состав
- Кайли Банбери — Кэсси Дьюэлл
- Кэтрин Винник — Дженни Хойт
- Райан Филлипп — Коди Хойт (сезон 1)
- Натали Элин Линд — Даниэль Салливан (сезон 1)
- Джейд Петтиджон — Грейс Салливан (младшая сестра Даниэлы) (сезон 1)
- Джон Кэрролл Линч — Рик Легарски
- Брайан Герати — Рональд Пергман
- Диди Пфайффер — Дениз Брисбен
- Джесси Джеймс Кейтель — Джерри Кеннеди
- Дженсен Эклс — Бо Арлен
- Аня Савчич — Скарлет Лейендекер (сезон 2)

## Обзор сезонов
| Сезон | Сезон | Эпизоды | Дата показа      | Дата показа    |
| Сезон | Сезон | Эпизоды | Премьера         | Финал          |
| ----- | ----- | ------- | ---------------- | -------------- |
|       | 1     | 16      | 17 ноября 2020   | 18 мая 2021    |
|       | 2     | 18      | 30 сентября 2021 | 19 мая 2022    |
|       | 3     | 13      | 21 сентября 2022 | 18 января 2023 |

## Список эпизодов

### Сезон 1 (2020—2021)
| № общий | № в сезоне | Название                                                                   | Режиссёр                  | Автор сценария                                | Дата премьеры   | Произв. код | Зрители в США (млн) |
| ------- | ---------- | -------------------------------------------------------------------------- | ------------------------- | --------------------------------------------- | --------------- | ----------- | ------------------- |
| 1       | 1          | «Пилот» «Pilot»                                                            | Пол Макгиган              | Дэвид Э. Келли                                | 17 ноября 2020  | 1DHW01      | 4.15                |
| 2       | 2          | «Некуда бежать» «Nowhere to Run»                                           | Пол Макгиган              | Дэвид Э. Келли                                | 24 ноября 2020  | 1DHW02      | 4.46                |
| 3       | 3          | «Большой Рик» «The Big Rick»                                               | Гвинет Хердер-Пэйтон      | Дэвид Э. Келли & Джонатан Шапиро              | 1 декабря 2020  | 1DHW03      | 4.13                |
| 4       | 4          | «Незаконченное дело» «Unfinished Business»                                 | Гвинет Хердер-Пэйтон      | Мэттью Тинкер & Аннакейт Чаппель              | 8 декабря 2020  | 1DHW04      | 3.51                |
| 5       | 5          | «Хороший день для смерти» «A Good Day to Die»                              | Дженнифер Линч            | Джонатан Шапиро                               | 15 декабря 2020 | 1DHW05      | 3.96                |
| 6       | 6          | «Волки всегда жаждут крови» «The Wolves Are Always Out For Blood»          | Марк Тондерай             | Мария Стэн                                    | 26 января 2021  | 1DHW06      | 3.84                |
| 7       | 7          | «Я разваливаюсь на куски» «I Fall to Pieces»                               | Дженнифер Линч            | Аннакейт Чаппель & Мэттью Тинкер              | 2 февраля 2021  | 1DHW07      | 3.66                |
| 8       | 8          | «Конец близок» «The End Is Near»                                           | Ханель М. Кулпеппер       | Моренайк Балогун                              | 9 февраля 2021  | 1DHW08      | 3.65                |
| 9       | 9          | «Пусть это будет он» «Let It Be Him»                                       | Майкл Гой                 | Джонатан Шапиро                               | 16 февраля 2021 | 1DHW09      | 4.14                |
| 10      | 10         | «Катастрофическое мышление» «Catastrophic Thinking»                        | Гвинет Хердер-Пэйтон      | Аннакейт Чаппель & Мэттью Тинкер              | 13 апреля 2021  | 1DHW10      | 3.43                |
| 11      | 11         | «Все виды змей» «All Kinds of Snakes»                                      | Гвинет Хердер-Пэйтон      | Мария Стэн & Элвуд Рейд                       | 13 апреля 2021  | 1DHW11      | 3.43                |
| 12      | 12         | «Не лучше собак» «No Better Than Dogs»                                     | Оливер Бокельберг         | Брайан МакКоли Джонсон & Элвуд Рейд           | 20 апреля 2021  | 1DHW12      | 2.98                |
| 13      | 13         | «Белый лев» «White Lion»                                                   | Кристина Ворос            | Мореник Балогун & Элвуд Рейд                  | 27 апреля 2021  | 1DHW13      | 2.69                |
| 14      | 14         | «Милые животные» «Nice Animals»                                            | Майкл Гой                 | Джонатан Шапиро & Элвуд Рейд                  | 4 мая 2021      | 1DHW14      | 2.62                |
| 15      | 15         | «Горькие корни» «Bitter Roots»                                             | Альфонсо Альварес Барреда | Доминик Аррианн Холмс & Элвуд Рейд            | 11 мая 2021     | 1DHW15      | 2.63                |
| 16      | 16         | «Любовь - странная и опасная вещь» «Love is a Strange and Dangerous Thing» | Майкл Гой                 | Мэттью Тинкер & Элвуд Рейд & Аннакейт Чаппель | 18 мая 2021     | 1DHW16      | 2.96                |

### Сезон 2 (2021—2022)
| № общий | № в сезоне | Название                                         | Режиссёр       | Автор сценария  | Дата премьеры    | Произв. код | Зрители в США (млн) |
| ------- | ---------- | ------------------------------------------------ | -------------- | --------------- | ---------------- | ----------- | ------------------- |
| 17      | 1          | «Проснись, Проснись» «Wakey, Wakey»              | Джефф Т. Томас | Элвуд Рейд      | 30 сентября 2021 | 2DHW01      | 3.13                |
| 18      | 2          | «Черника» «Huckleberry»                          | Кристина Ворос | Шэрон Ли Уотсон | 7 октября 2021   | 2DHW02      | 2.78                |
| 19      | 3          | «Ты должен подыграть» «You Have to Play Along»   | Таша Смит      | Кайл Лонг       | 14 октября 2021  | 2DHW03      | 2.85                |
| 20      | 4          | «Приступаю прямо к делу» «Gettin' Right to It»   | Неизвестно     | Неизвестно      | 21 октября 2021  | 2DHW04      | 2.78                |
| 21      | 5          | «Материнское воспитание» «Mother Nurture»        | Неизвестно     | Неизвестно      | 11 ноября 2021   | 2DHW05      | 2.74                |
| 22      | 6          | «Шарм в форме cердца» «Heart-Shaped Charm»       | Неизвестно     | Неизвестно      | 18 ноября 2021   | 2DHW06      | 2.79                |
| 23      | 7          | «Маленькие коробки» «Little Boxes»               | Неизвестно     | Неизвестно      | 9 декабря 2021   | 2DHW07      | 2.43                |
| 24      | 8          | «Это не конец» «The End Has No End»              | Неизвестно     | Неизвестно      | 16 декабря 2021  | 2DHW08      | 2.55                |
| 25      | 9          | «Проблемы с доверием» «Trust Issues»             | Неизвестно     | Неизвестно      | 24 февраля 2022  | 2DHW09      | 2.63                |
| 26      | 10         | «Счастливые мысли» «Happy Thoughts»              | Неизвестно     | Неизвестно      | 3 марта 2022     | 2DHW10      | 2.30                |
| 27      | 11         | «Не причиняй вреда» «Do No Harm»                 | Неизвестно     | Неизвестно      | 10 марта 2022    | 2DHW11      | 2.45                |
| 28      | 12         | «Хороший мальчик» «A Good Boy»                   | Неизвестно     | Неизвестно      | 17 марта 2022    | 2DHW12      | 2.42                |
| 29      | 13         | «Новости судоходства» «The Shipping News»        | Неизвестно     | Неизвестно      | 24 марта 2022    | 2DHW13      | 2.81                |
| 30      | 14         | «Поплавок мертвеца» «Dead Man's Float»           | Неизвестно     | Неизвестно      | 31 марта 2022    | 2DHW14      | 2.46                |
| 31      | 15         | «Этому нет прощения» «This Will Not Be Forgiven» | Неизвестно     | Неизвестно      | 7 апреля 2022    | 2DHW15      | 2.57                |
| 32      | 16         | «Ключи от королевства» «Keys to the Kingdom»     | Неизвестно     | Неизвестно      | 5 мая 2022       | 2DHW16      | 2.40                |
| 33      | 17         | «Семейные ценности» «Family Matters»             | Неизвестно     | Неизвестно      | 12 мая 2022      | 2DHW17      | 2.13                |
| 34      | 18         | «Поймать несколько рыб» «Catch a Few Fish»       | Неизвестно     | Неизвестно      | 19 мая 2022      | 2DHW18      | 2.41                |

### Сезон 3 (2022—2023)
| № общий | № в сезоне | Название                                                              | Режиссёр   | Автор сценария | Дата премьеры    | Произв. код | Зрители в США (млн) |
| ------- | ---------- | --------------------------------------------------------------------- | ---------- | -------------- | ---------------- | ----------- | ------------------- |
| 35      | 1          | «Вы любите яблоко» «Do You Love An Apple»                             | Неизвестно | Неизвестно     | 21 сентября 2022 | 3DHW01      | 2.26                |
| 36      | 2          | «Лес прекрасен, темен и глубок» «The Woods Are Lovely, Dark and Deep» | Неизвестно | Неизвестно     | 28 сентября 2022 | 3DHW02      | 1.95                |
| 37      | 3          | «Краткая история преступности» «A Brief History of Crime»             | Неизвестно | Неизвестно     | 5 октября 2022   | 3DHW03      | 2.28                |
| 38      | 4          | «Уют падали» «Carrion Comfort»                                        | Неизвестно | Неизвестно     | 12 октября 2022  | 3DHW04      | 2.33                |
| 39      | 5          | «Плоть и кровь» «Flesh and Blood»                                     | Неизвестно | Неизвестно     | 19 октября 2022  | 3DHW05      | 2.24                |

## Производство
Сериал, разработанный Дэвидом Э. Келли на основе романа Си Джей Бокса «The Highway», был анонсирован в январе 2020 года каналом ABC. Сериал выпускался студиями A+E Studios и 20th Century Fox Television. Келли и Росс Файнмэн выступили в качестве исполнительных продюсеров наряду с Си Джей Боксом, Мэтью Гроссом и Полом МакГиганом. 17 июня 2020 года было объявлено, что премьера состоится осенью 2020 года и сериал будет выходить в эфир по вторникам в 22:00. На фоне хороших рейтингов телеканал заказал для первого сезона 16 серий. 4 мая 2021 года телеканал ABC продлил сериал на второй сезон. Его премьера состоялась 30 сентября 2021 года. 13 марта 2022 года сериал был продлён на третий сезон.
Джон Кэрролл Линч, Диди Пфайффер, Райан Филлипп и Кэтрин Винник стали первыми актерами, утвержденными на роли до февраля 2020 года. В марте к основному составу присоединились Брайан Герати, Кайли Банбери, Натали Элин Линд и Джесси Джеймс Кейтель. 24 июня 2020 года стало известно, что Джейд Петтиджон присоединилась к актёрскому составу в главной роли.
Съёмки первого сезона начались 27 августа 2020 года и завершились 24 апреля 2020 года в Ванкувере и других локациях провинции Британская Колумбия. Изначально планировалось, что съёмки сериала будут проходить в Альбукерке и Лас-Вегасе, но из-за пандемии COVID-19 съёмки перенесли в Ванкувер.